# Roger Andermatt
Roger Andermatt (n. 1969, Luzern, cantonul Lucerna, Elveția), cunoscut sub numele de The Death-Keeper of Lucerna,este un criminal în serie elvețian.Cu 22 de victime revendicate între 1995 și 2001, el este cel mai prolific criminal în serie din istoria criminală a Elveției.
```
     Roger Andermatt- 
```

•Născut:1969 (vârsta 52–53)
•Lucerna , Elveția
•Alte nume:Păzitorul morții din Lucerna
•Condamnare Crimă: Pedeapsa penală/Închisoare pe viață
```
         Detalii-
```

•Victime:22
•Durata crimelor:1995-2001 
•Țară:Elveția
```
     Despre Andermatt-
```

```
  •Andermatt a lucrat ca asistent medical în diverse case de bătrâni din centrul Elveției,inclusiv în casa de bătrâni Eichhof din Lucerna.Toate victimele lui aveau nevoie de îngrijire.Crimele au fost observate printr-o acumulare de decese în anumite case.Corpurile victimelor în cauză au fost exhumate și autopsie în 2001. Andermatt era cunoscut și ca profesor de dans și DJ cu numele „RO-Gee”. 
```

```
  •Andermatt a fost condamnat la 28 ianuarie 2005 de Tribunalul Penal din Lucerna pentru crimă în 22 de cazuri, tentativă de omor în trei cazuri și crimă neterminată în două cazuri, cu demisie și închisoare pe viață.Astfel,pedeapsa instanței a fost peste cererea procurorului și, în special, nu a urmat linia de apărare (uciderea din simpatie). 
```

•La 15 februarie 2006,sentința a fost menținută la o a doua ședință.Înalta Curte din Lucerna l-a condamnat pe Andermatt, dar numai în șapte cazuri de crimă.Restul de 15 cazuri au fost clasificate drept crime deliberate.Există,de asemenea,trei încercări de ucidere finalizate și două neterminate.Datorită numărului mare de victime,instanța a decis condamnarea lui Andermatt la închisoare pe viață.
•Andermatt a mărturisit crimele,dar susține că a acționat din compasiune.El s-a plâns, de asemenea,că el și echipa de asistente au fost depășiți.